# Слоупок
Сло́упок (яп. ヤドン Ядон, англ. Slowpoke) — покемон, существо из серии игр, манги и аниме «Покемон», принадлежащей компаниям Nintendo и Game Freak. Созданный Кэном Сугимори, впервые он появился в игре Pokémon Red и Blue и её сиквелах, а затем и в различном мерчендайзе, спин-оффах, анимационной и печатной адаптациях франшизы.
Термин слоупок употребляется также в интернет-фольклоре и обозначает «заторможенного», медлительного человека — тугодума. В английском языке слово slowpoke известно с середины XIX века, первое его употребление датировано примерно 1848 годом. Оно образовано от слов slow (с англ. — «медленный») и poke (с англ. — «раздражающе глупый человек»).

## Концепция и характеристики
Концепт Слоупока был создан командой дизайнеров персонажей из Game Freak и позднее доработан Кэном Сугимори для игры Pocket Monsters Red и Green, локализованной за пределами Японии под названием Pokémon Red и Blue. В оригинале покемона назвали Ядоном, так как японцы посчитали, что «умное и описательное» имя будет хорошо смотреться при локализации игры в других странах и понравится американским детям, однако локализаторы от этого имени отказались. В англоязычной бета-версии игры покемон проходил под именем Слоумо. В конце концов для имени покемона было выбрано английское разговорное слово slowpoke, служащее до этого для обозначения вялого или ленивого человека. Впоследствии его значение было полностью реверсировано, и «слоупоками» начали называть глупых или недоходчивых людей, подразумевая именно покемона.
Слоупок представляет собой крупное розовое существо, напоминающее саламандру и бегемота одновременно. На каждой из четырёх ног Слоупока находится по когтю. У Слоупока длинный, сужающийся хвост с белым кончиком, маленькие скрученные уши и светлое лицо. Если Слоупоку отрезать хвост, то через некоторое время взамен утерянного вырастает новый.
Слоупок, по натуре являющийся вялым покемоном, долго думает и медленно действует, а также имеет два разных эволюционных пути. Слоупок, как подразумевает его имя, считается очень глупым покемоном, а потому требует от своего тренера много терпения. Слоупоки умеют ловить рыбу, окуная в воду свои хвосты, однако они часто отвлекаются от своего занятия в течение дня, но зато и не замечают боли, если кто-то укусит их за хвост. Кончик хвоста Слоупока выделяет особую сиропообразную жидкость, которая привлекает рыбу.
В аниме для того, чтобы Слоупок эволюционировал, необходим покемон-моллюск Шеллдер. Если Шеллдер укусит рыбачащего Слоупока за хвост, то они оба эволюционируют в одного покемона, называемого Слоубро. Есть несколько иной способ эволюции, когда Шеллдер кусает Слоупока за голову, на которой в тот момент находится предмет, называемый Камнем Короля (в играх Шеллдер не нужен, достаточно просто обменять между игроками Слоупока, держащего Камень Короля). Тогда Слоупок превратится в Слоукинга — крупного покемона, наделённого огромным интеллектом и невероятной интуицией.

## Появления

### В компьютерных играх
Впервые Слоупок появился в играх  Pokémon Red и Blue, а позже и в её ремейках — Pokémon Yellow, FireRed и LeafGreen. Когда Слоупок набирает в боях достаточное количество очков опыта, то эволюционирует в Слоубро. Позже в Pokémon Gold и Silver был представлен покемон Слоукинг, в которого Слоупок эволюционирует, если перенести его вместе с Камнем Короля с одного картриджа на другой. Кроме главной серии игр, Слоупок появлялся в играх Pokémon Snap, Pokémon Pinball, Pokémon Channel, Pokémon Trozei!, PokéPark Wii: Pikachu's Adventure, сериях Pokémon Mystery Dungeon, Pokémon Ranger и Pokémon Rumble.

### В аниме
В аниме Слоупок впервые появился в первом сезоне в эпизоде под названием «Остров гигантских покемонов». Позднее Слоупоку досталась главная роль в эпизоде «Разгадка тайн эволюции», когда Эш Кетчум, главный герой сериала, и профессор Вествуд изучали причины эволюции Слоупока в Слоубро. В эпизоде Enlighten Up! представители одной секты, чья религия была внешне похожа на буддизм, видели в пустой голове Слоупока символ просвещённости, и поэтому поклонялись ему.

### В манге

Гигантский Слоупок Эша в The Electric Tale of Pikachu

В манге про покемонов Слоупоку отводились только малочисленные эпизодические роли.
В манге The Electric Tale of Pikachu Эш поймал одного Слоупока в главе Ash vs. Gary. Позже он обменивает его у Гари на фото его сестры, Мэй Оук.
В манге Pokemon Adventures один из Слоупоков, принадлежащий Команде R, появлялся в главе The Coming of Slowpoke (Eventually); один Слоупок достался Йеллоу — протагонисту манги — на время чемпионата по сёрфингу, проводившегося в Вермиллион-Сити; в главе Teddiursa’s Picnic фигурировали несколько Слоупоков со срезанными хвостами. Это было сделано Командой R для того, чтобы подавить активность Слоупоков в городе Азалея-Таун.
В манге Pokémon Pocket Monsters один Слоупок действовал вместе с главным героем — Каи Мидорикавой — во время соревнования по приготовлению карри в главе Curry Showdown! Which is the Most Delicious?. В 78 главе Джованни — антагонист манги — похитил несколько Слоупоков, желая заработать на продаже их хвостов. Однако их владелец смог вернуть покемонов.

## Реакция
Слоупок стал известен благодаря своей низкой в прямом смысле слова скорости, и получил в целом положительные отзывы за способность сочетать низкую скорость действий и универсальность. Крис Скуллион из журнала Official Nintendo Magazine сказал, что «Слоупок не собирается выигрывать никаких гонок». IGN писал, что сочетание «супервысокого HP» у Слоупока и его эволюции, Слоубро, с «замечательной защитой Слоубро» делает их одними из самых недооценённых покемонов в игре. Кроме того, IGN упомянул, что в начале Gold и Silver Слоупок был хорошим источником внутриигрового опыта. Ему же принадлежат слова: «бедный Слоупок часто находился в тени аналогичного по характеристикам Старми, однако тренерам будет полезно знать, что некоторые уникальные способности этого покемона делают его незаменимым в команде». Этот журналист сказал также: «хотя это происходит нечасто, однако стоит поохотиться», чтобы эволюционировать Слоупока в Слоубро или даже в Слоукинга. Бретт Элстон из GamesRadar писал, что «хотя Слоупок известен своей тупостью и жуткой медлительностью, за него всё равно было интересно играть, тренировать его и всякое такое. Вряд ли вы когда-нибудь встретите более полезного покемона».

### Известность в качестве интернет-мема
На Форчане Слоупоком также называют глупого, медлительного человека или даже группу людей. Со временем интернет-мем вышел за пределы Форчана и стал популярен за его пределами.
В апреле 2010 года Слоупок попал на главную страницу сайта Следственного комитета Архангельской области. При наведении курсора на флаг появлялось изображение Слоупока, которое в СМИ приняли за неординарно нарисованную свинью.